# Lady Gregory
Isabella Augusta, Lady Gregory (Roxborough, comtat de Galway, 15 de març del 1852 - Coole Park, comtat de Galway, 22 de maig del 1932), de soltera Isabella Augusta Persse, va ser una dramaturga angloirlandesa i compiladora de folklore. Amb William Butler Yeats i d'altres, va fundar el Teatre Literari Irlandès i l'Abbey Theatre, i va escriure nombroses obres breus per a ambdues companyies. També va produir nombrosos llibres amb versions de les històries clàssiques de la mitologia irlandesa. Nascuda en una família que s'identificava profundament amb el govern britànic, la seva conversió al nacionalisme cultural, tal com s'evidencia en aquests escrits, és emblemàtica dels canvis que van succeir a Irlanda durant la seva vida.
Tanmateix, Lady Gregory és recordada sobretot com a organitzadora i impulsora de la renaixença literària irlandesa. La seva casa a Coole Park va servir com un punt de trobada destacat per a les figures principals, i el seu treball primerenc com a membre de la direcció de l'Abbey va ser, si més no, tan important per al desenvolupament del teatre com els seus escrits creatius. El seu lema, pres d'Aristòtil, va ser: «Pensar com un home savi, però expressar-se com la gent corrent».

## Obres
- Twenty Five (1903)
- Spreading the News (1904)
- Kincora: A Play in Three Acts (1905)
- The White Cockade: A Comedy in Three Acts (1905)
- Hyacinth Halvey (1906)
- The Doctor in Spite of Himself (1906)
- The Canavans (1906)
- The Rising of the Moon (1907)
- Dervorgilla (1907)
- The Workhouse Ward (1908)
- The Rogueries of Scapin (1908)
- The Miser (1909)
- Seven Short Plays (1909)
- The Image: A Play in Three Acts (1910)
- The Deliverer (1911)
- Damer’s Gold (1912)
- Irish Folk History Plays (1.ª serie 1912, 2.ª serie 1912)
- McDonough’s Wife (1913)
- The Image and Other Plays (1922)
- The Dragon: A Play in Three Acts (1920)
- The Would-Be Gentleman (1923)
- An Old Woman Remembers (1923)
- The Story Brought by Brigit: A Passion Play in Three Acts (1924)
- Sancha’s Master (1927)
- Dave (1927)

Prosa i traduccions
- Arabi and His Household (1882)
- Over the River (1887)
- A Phantom’s Pilgrimage, or Home Ruin (1893)
- ed., Sir William Gregory, KCMG: An Autobiography (1894)
- ed., Mr Gregory’s Letter-Box 1813-30 (1898)
- ed., Ideals in Ireland: A Collection of Essays written by AE and Others (1901)
- Cuchulain of Muirthemne: The Story of the Men of the Red Branch of Ulster arranged and put into English by Lady Gregory (1902)
- Ulster (1902)
- Poets and Dreamers: Studies and Translations from the Irish (1903)
- Gods and Fighting Men (1904)
- A Book of Saints and Wonders, put down here by Lady Gregory, according to the Old Writings and the Memory of the People of Ireland (1906)
- The Kiltartan History Book (1909)
- A Book of Saints and Wonders (1906)
- Our Irish Theatre: A Chapter of Autobiography (1913)
- Kiltartan Poetry Book, Translations from the Irish (1919)
- Visions and Beliefs in the West of Ireland (1920)
- Hugh Lane’s Life and Achievement, with some account of the Dublin Galleries (1921)
- Case for the Return of Sir Hugh Lane’s Pictures to Dublin (1926)
- Seventy Years (1974).

Diaris
- Lennox Robinson, ed., Lady Gregory’s Journals 1916-30 (1946)
- Daniel Murphy, ed., Lady Gregory’s Journals Vol. 1 (1978); Lady Gregory’s Journals, Vol. II (1987)
- James Pethica, ed., Lady Gregory’s Diaries 1892-1902 (1995)